# Walerian Młyniec
Walerian Józef Młyniec (ur. 9 marca 1896 w Tuchowie, zm. 7 września 1939) – podpułkownik piechoty Wojska Polskiego.

## Życiorys
Walerian Józef Młyniec urodził się 9 marca 1896 roku, w Tuchowie, w rodzinie Jakuba i Marii z Piątków. W czasie I wojny światowej pełnił służbę w 4 pułku piechoty Legionów Polskich. 1 lipca 1916 roku został awansowany na chorążego.
19 sierpnia 1920 roku został zatwierdzony z dniem 1 kwietnia 1920 roku w stopniu kapitana, w piechocie, w grupie oficerów byłych Legionów Polskich. W tym czasie był oficerem 4 pułku piechoty Legionów. 3 maja 1922 roku został zweryfikowany w stopniu kapitana ze starszeństwem z dniem 1 czerwca 1919 roku i 564. lokatą w korpusie oficerów piechoty. W 1923 roku pełnił służbę w macierzystym 4 pułku piechoty Legionów w Kielcach. W maju 1924 roku został przeniesiony do 76 pułku piechoty w Grodnie.
28 kwietnia 1926 roku zawarł związek małżeński z Marią Grzybowską, z którą miał dwoje dzieci: Romana i Walerię.
31 października 1927 roku został przeniesiony do 81 pułku piechoty w Grodnie na stanowisko oficera Przysposobienia Wojskowego. 18 lutego 1928 roku został awansowany na majora ze starszeństwem z dniem 1 stycznia 1928 i 6. lokatą w korpusie oficerów piechoty. W tym samym roku był komendantem obwodowym Przysposobienia Wojskowego. W styczniu 1931 został przesunięty na stanowisko dowódcy batalionu. W czerwcu 1934 roku został przeniesiony do 7 Okręgowego Urzędu Wychowania Fizycznego i Przysposobienia Wojskowego na stanowisko komendanta Okręgu VII Związku Strzeleckiego w Poznaniu. Na podpułkownika został awansowany ze starszeństwem z dniem 19 marca 1939 roku i 6. lokatą w korpusie oficerów piechoty. W tym czasie był dowódcą II batalionu 4 pułku Strzelców Podhalańskich w Cieszynie.
W kampanii wrześniowej 1939 roku dowodził rezerwowym 156 pułkiem piechoty. 7 września 1939 roku popełnił samobójstwo. Pochowany na cmentarzu w Rudniku nad Sanem. 
Jego imieniem nazwano tamtejszy X Szczep Harcerski, którego honorowym członkiem szczepu została córka pułkownika, dr Waleria Młyniec.

## Ordery i odznaczenia
- Krzyż Niepodległości (6 czerwca 1931)[15]
- Krzyż Kawalerski Orderu Odrodzenia Polski
- Krzyż Walecznych (dwukrotnie)
- Złoty Krzyż Zasługi (19 marca 1937)[16]
- Medal Pamiątkowy za Wojnę 1918–1921
- Medal Dziesięciolecia Odzyskanej Niepodległości
- Krzyż Zasługi Obrońców (Łotwa, przed 1937)[17]
- Order Krzyża Białego Związku Obrony (Estonia, przed 1937)[18]